# Alan Ganoo
Alan Ganoo, né le 17 janvier 1951, est un homme politique mauricien, ministre des Infrastructures publiques et du Transport routier depuis le 12 novembre 2019 et des Affaires étrangères depuis le 6 février 2021.